# Pinus pinaster
Espèce
Synonymes
- Pinus maritima
- Pinus mesogeensis

Classification phylogénétique
Statut de conservation UICN

 LC  : Préoccupation mineure
 Monde, Europe, France
Répartition géographique
Pinus pinaster, le pin maritime, pin des Landes, pin de Bordeaux, pin de Corte ou pin mésogéen, est une espèce de conifères de la famille des pinacées. Il est parfois confondu avec le pin d'Alep ou le pin de Calabre.

## Description

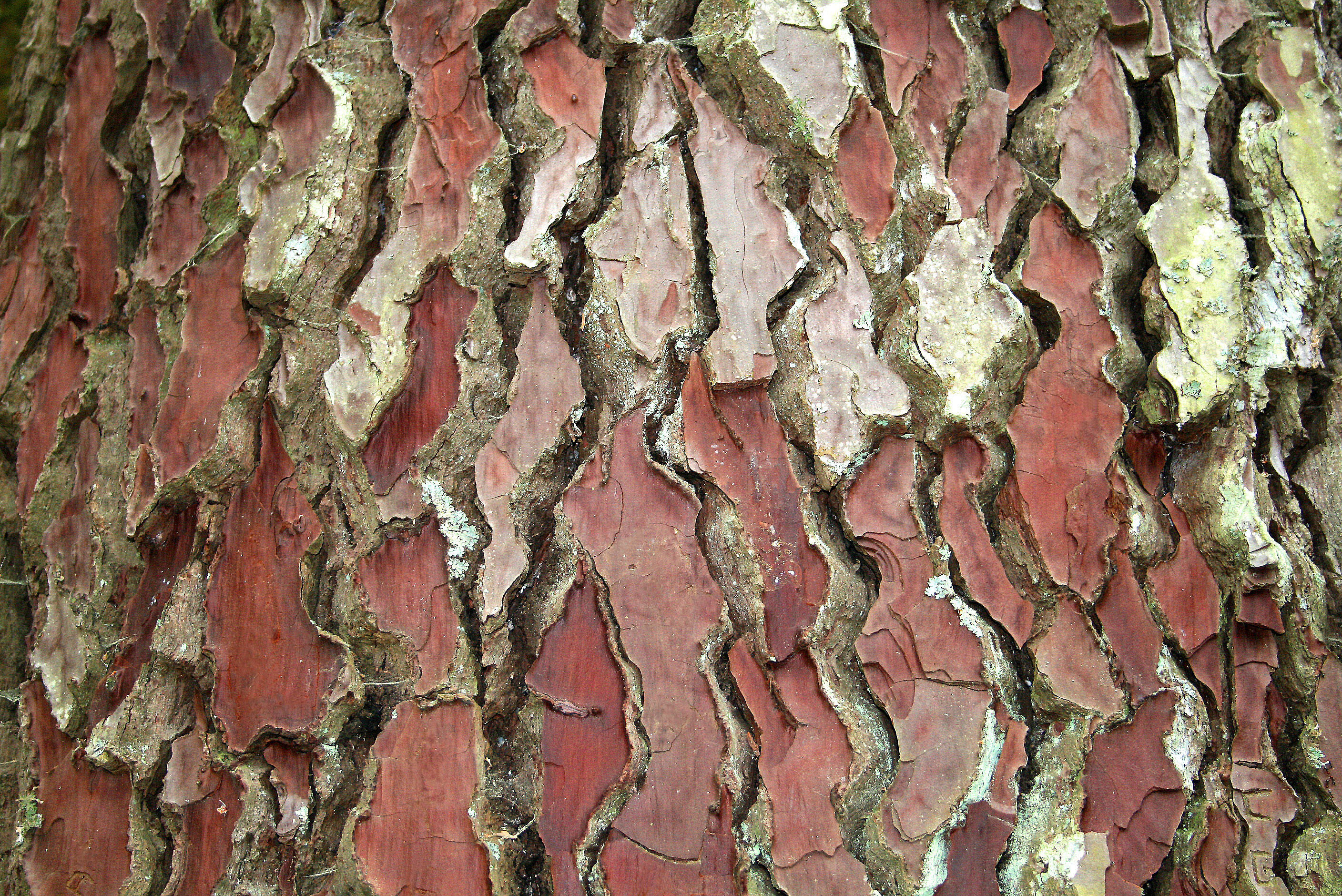
Rhytidomes du pin maritime.

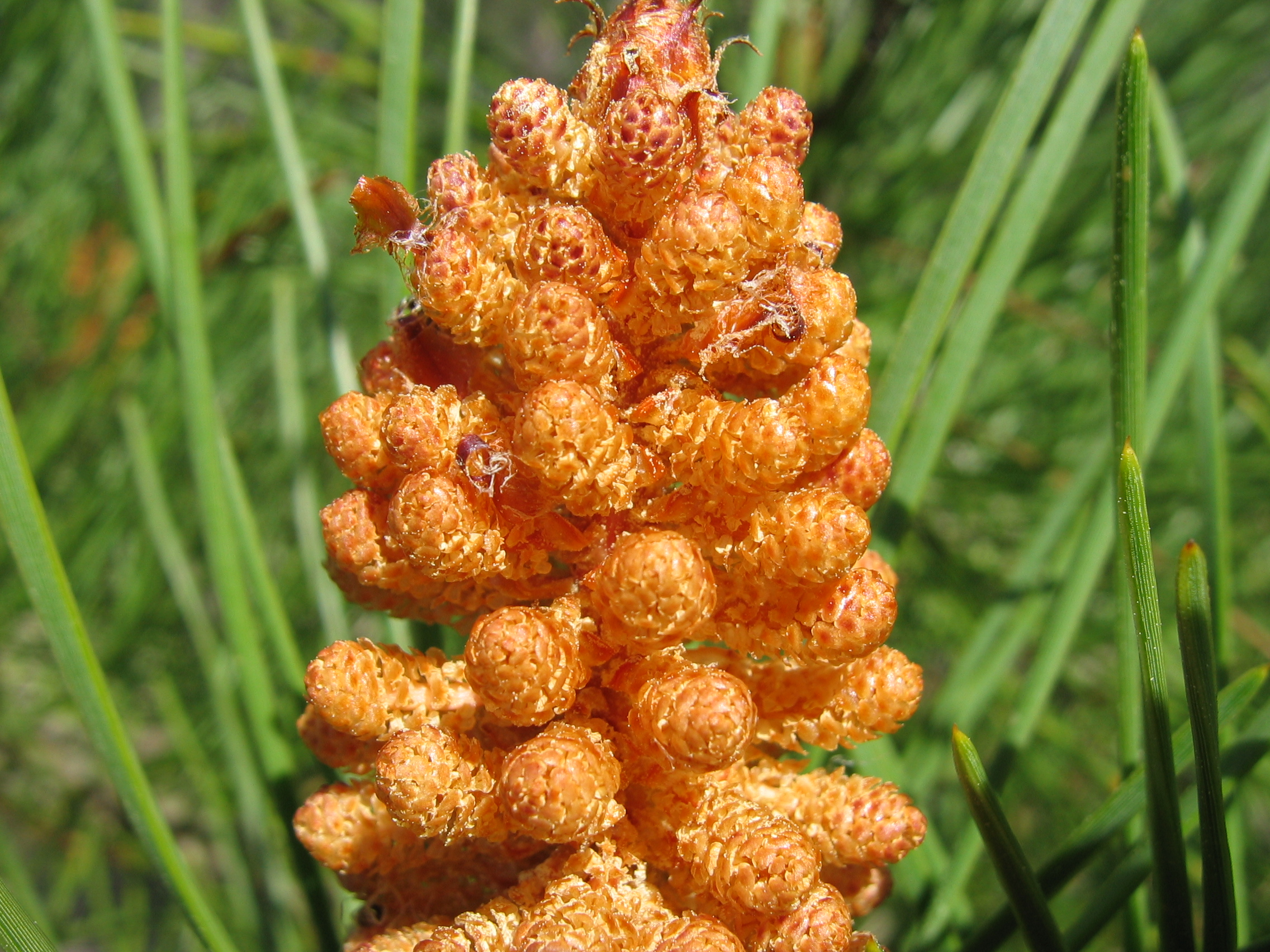
Cône mâle de pin maritime.

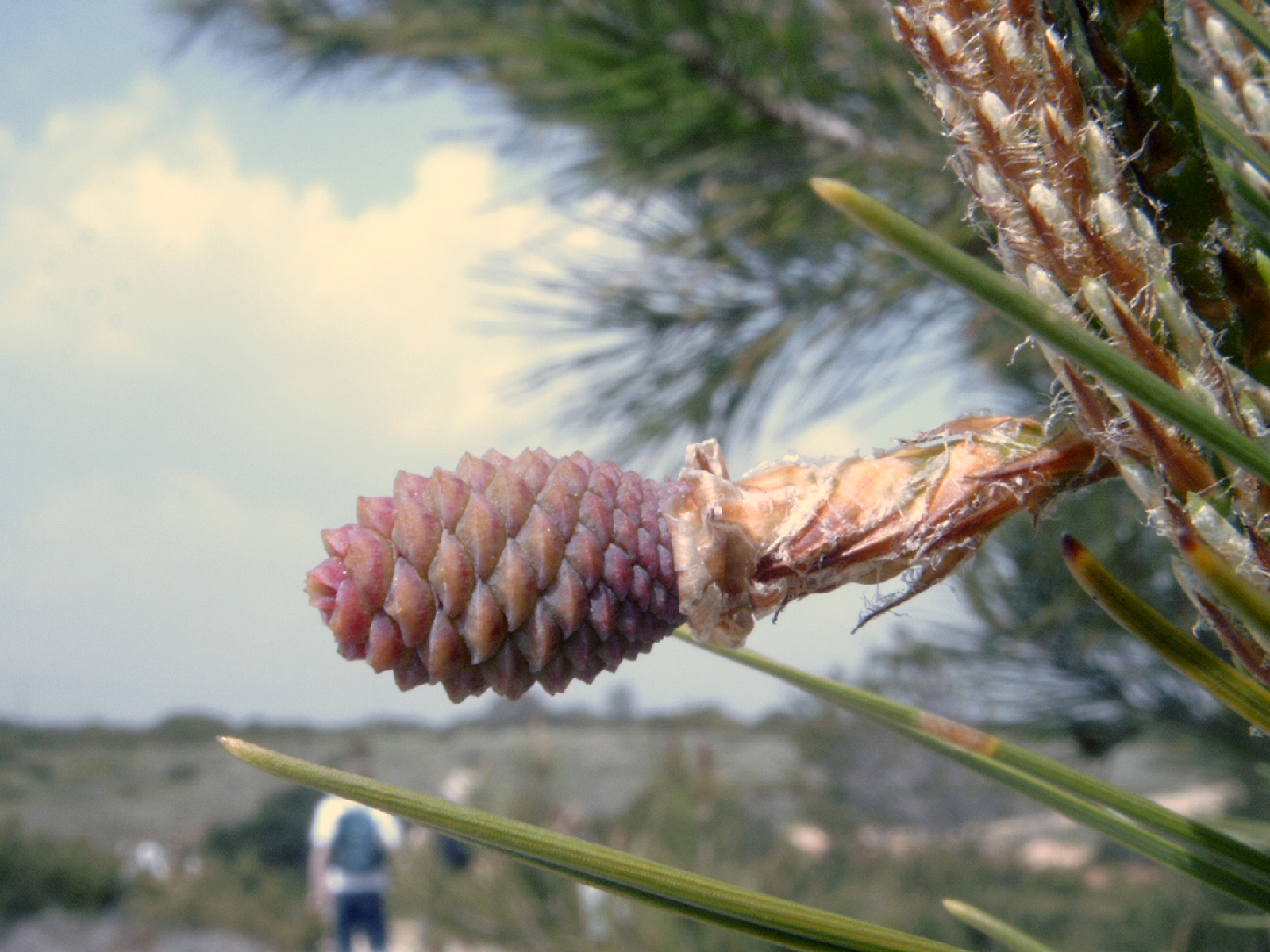
Pomme de pin maritime (cône femelle).

### Appareil végétatif
C'est un arbre qui peut atteindre 30 m de haut (en général de 20 à 30 m), qui arrive à maturité vers 40 ou 50 ans et qui peut vivre jusqu'à 500 ans.
L'écorce, gris pâle chez les sujets jeunes, devient rougeâtre puis rougeâtre-noir au fil de l'âge. Épaisse, elle se crevasse avec les années et les rhytidomes forment de grandes écailles. Le tronc du pin maritime est « flexueux  » : il présente des courbures en différents sens.
Les aiguilles, épaisses et rigides, sont groupées par deux (géminées). Leur section transversale a une forme semi-circulaire. Elles mesurent de 10 à 20 cm de long, sont persistantes, de couleur vert foncé et luisantes. La base des deux aiguilles jumelles est entourée par une gaine. Elles deviennent fauves en mourant, puis tombent. Elles se décomposent très lentement et forment une épaisse litière au pied de l'arbre.
Les arbres jeunes ont une forme assez régulière, conique. Les plus âgés, dégarnis à la base, ont un houppier plus dispersé, une cime irrégulière, plutôt plate et étalée.
L'enracinement est d'abord plongeant, puis traçant.

### Appareil reproducteur
Cette espèce est monoïque ; les organes reproducteurs apparaissent vers 6 à 8 ans après le semis. Ce sont des cônes soit mâles, soit femelles, mais présents tous les deux sur le même individu. La floraison a lieu en France vers avril ou mai.
Les cônes mâles de 20 à 22 mm de long sont ovoïdes, écailleux, de couleur brun-orangé à maturité. Ils se forment à la base des pousses longues de l'année et produisent une grande quantité de pollen jaune, dispersé par le vent (plante anémogame). Certaines années, la quantité de pollen produit est telle que près des arbres, les grains jaunes semblent pleuvoir. Ce phénomène est localement dénommé « pluies de soufre ».
Les cônes femelles se forment dans la zone de la couronne supérieure des rameaux. Petits et discrets au départ, ils se transforment une fois fécondés (habituellement en début d'été de leur deuxième année) en cônes presque sessiles de 10 à 18 centimètres de long. Tant qu'il reste sur l'arbre, ce cône est oblong, luisant et de couleur rougeâtre puis brun-roux. Les écailles portent sur leur côté externe une sorte d'écusson un peu saillant, caréné et épais.
L'ouverture des écailles libère des graines noires de forme ovale et légèrement aplaties de 8 millimètres de long et de 3 à 5 millimètres de largeur. Elles sont dotées d'une ailette trois fois plus longue que la graine qui permet la dissémination par anémochorie. Le poids de mille grains est de 30 à 70 grammes. La germination des graines disparaît au bout de deux à trois ans.

### Amélioration génétique
Depuis 1960, l'INRA travaille à l'amélioration génétique du pin maritime pour obtenir des arbres ayant une meilleure rectitude au niveau du tronc et une meilleure croissance.
Depuis 2012, des vergers à graines de troisième génération (VF3) sont productifs. Cette amélioration génétique a contribué à augmenter la productivité moyenne du Massif landais depuis les années 60. Le rendement a ainsi triplé en 50 ans en passant de 4,8 m3/ha/an en 1960 à 15 m3/ha/an en 2015 avec une rectitude améliorée de 40 %. Rendement également amélioré par la fertilisation phosphatée à la plantation et en différé à 3-4 ans, le contrôle de la végétation adventice et des éclaircies précoces et plus rapprochées.

## Répartition et habitat
Le pin-maritime est originaire du Bassin méditerranéen-Macaronésie. Il est présent sur la majeure partie du territoire de la France-métropolitaine (10 % de la surface boisée), à l'exception du Grand-Est (Savoie et majeure partie de la Picardie incluses, Marne et Nord-Alsace exceptés).
Il est considéré comme espèce envahissante dans quelques pays (Afrique du Sud, Australie, Chili…). 

## Historique

### Dans les landes de Gascogne
Ausone (IVe siècle) a écrit sur le gemmage dans l'Aquitania.
En France, le goudron extrait des pins fut un matériau stratégique au XVIIe siècle et XVIIIe siècle, quand la marine prit son essor sous l'impulsion de Jean-Baptiste Colbert. Presque tout le goudron du commerce était tiré des forêts de la Suède, Colbert eut l'idée d'en faire avec les pins de la France. Il appela des ouvriers suédois, deux maîtres brûleurs suédois, Ericson et Porfrey Asoer en 1664, puis un directeur général des manufactures de goudron, Elias Ahl, qualifié d'abord maître brûleur, et il donna l'entreprise à un nommé Lombard. Il fit apprendre les procédés de la fabrication aux habitants des Landes de Gascogne, de l'Auvergne et de la Provence et réussit sinon partout du moins dans les Landes à rendre cette industrie nationale,.
La térébenthine, la résine pure du pin maritime est récoltée par gemmage. Distillée dans des alambics ou des fours spécialisés elle produit la colophane et de l'essence de térébenthine. Une fois coupé l'arbre produit encore du bois d’œuvre et ce qui reste est transformé par pyrolyse en goudron de pin, charbon de bois et noir de fumée. Un pin maritime, d'un pied de diamètre rend sans beaucoup de frais dix à douze livres de colophane chaque année, pendant dix ans ; « si après cela on le coupe il peut produire d'un dixième à un vingtième de son poids en goudron pendant que l'on carbonise son bois. »
Quand cette résine coule fluide de l'arbre on l'appelle galipot (la définition du galipot peut varier selon les ouvrages); celle qu'on laisse sur l'arbre s'y dessèche en masses jaunâtres et se nomme barras. L'une et l'autre sorte sont ordinairement fondues ensemble dans de grandes chaudières ; on laisse épaissir suffisamment, et quand la résine a acquis la consistance convenable on la passe à travers des nattes de paille, elle est reçue dans des moules en sable et on en forme des pains, le colophane (le nom d’« arcançon » qu'on donne souvent au colophane vient probablement du nom d'Arcachon où il était fabriqué/expédié). Les Provençaux distillent en grand le galipot, et l'huile volatile qu'ils en retirent est l'essence de térébenthine (on trouve dans la littérature ancienne les noms d’huile de raze, ou esprit de raze). Les troncs et les racines de ce même pin par un autre procédé fournissent le goudron de pin. Pour l'obtenir on arrange les bois en un vaste tas que l'on recouvre de gazon. On met le feu au tas ; l'huile que la chaleur dégage du bois ne pouvant se volatiliser à travers l'enveloppe de gazon va se condenser dans des bacs, où la conduit une gouttière appropriée. Il sort d’abord une certaine quantité d’eau rousse, ensuite vient le goudron, une substance noire, un peu liquide, mais épaisse et gluante qui est reçue dans des tonneaux qu’on arrange dans la fosse au-dessous d’une gouttière qui termine le canal. Le goudron liquide peut encore donner deux substance distinctes qui feront partie des pharmacopées européennes: reposée assez longtemps dans des vaisseaux convenables, il nage au-dedans une liqueur fluide, noire, huileuse, pix nigra liquida, la poix noire liquide ; Si on fait cuire la partie la plus grossière du goudron jusqu’à siccité, il se forme la poix noix sèche, pix nigra seca. L'industrie du goudron périclita avec l'apparition des sous-produits de la distillation de la houille (le goudron de houille) puis du raffinage du pétrole, et le remplacement des vaisseaux en bois par ceux en fer.
Le grand hiver de 1709 causa la mort d'une grande partie des pins des Landes de Gascogne, et par suite 9 de leurs produits. Dans la crainte de cette hausse de prix il fut défendu de laisser passer ces produits en Hollande, mais l'exportation financièrement avantageuse du brai et de la résine pour l'Espagne continua comme par le passé. Plus tard, le Conseil de commerce, se fondant sur le prix excessif du goudron et sur la crainte que l'on en manque dans le royaume, décida de limiter les exportations de térébenthine, de résine et de brai. Cette cherté des matières résineuses en France eut aussi  pour effet inévitable d'ouvrir les ports français aux produits étrangers.
En France, à l'instigation de l'agronome François Jules Hilaire Chambrelent, de nombreux pins maritimes furent plantés dans les Landes de Gascogne au XIXe siècle. Le but était multiple : assainir le sol marécageux, retenir les dunes, et fournir un arbre intéressant à exploiter à une population ayant à l'époque assez peu de sources de revenu. Le pin maritime existait de manière endémique dans la région des Landes et de la Gironde, sur environ un douzième de la superficie d’occupation actuelle, surtout dans les zones de marécage. Ce n'est qu'après les travaux d'assèchement réalisés par Napoléon III, et un ensemencement que la forêt est devenue ce qu'elle est. Bon gestionnaires de leur forêt, les Français font, au début du XXe siècle, l'admiration des Américains qui ont, dans une même entreprise de production de goudron, englouti leur forêt de pin des marais, en Virginie d'abord, en Caroline du Nord ensuite.

## Culture
Le pin maritime apprécie une exposition en plein soleil, dans un sol ordinaire mais toujours non calcaire (espèce calcifuge ; la présence de calcaire dans le sol provoque une chlorose).
Il présente une bonne adaptation aux sols acides (podzols, sables dunaires) et pauvres (espèce oligotrophe), voire à l'hydromorphie (pour les individus de provenance aquitaine) ; il préfère les sols profonds, bien drainés, sur lesquels la croissance est plus rapide.
Le pin maritime exige des précipitations annuelles de 800-1000 mm. Il tolère des températures supérieures à 40 °C pendant une longue période mais ne supporte pas les froids très rigoureux et durables (Zone USDA 7-10).
Ses habitats types en France sont les bois méditerranéens sempervirents, les landes de Gascogne, et les zones sableuses en général. Il faut éviter de le planter sur les sols limono-sableux riches et sur les terres agricoles (plus adaptés à Pinus taeda) où il présente des défauts de forme et se montre très sensible aux attaques de la pyrale du tronc (Dioryctria sylvestrella). Il est de plus sensible aux fortes gelées (notamment les individus de provenance portugaise) et au bris de branches.

### Problèmes phytosanitaires
Le polypore du rond des pins (Heterobasidion annosum) est un champignon racinaire qui provoque la mortalité du pin maritime à tous les âges.
Les sténographes, pucerons et les tordeuses de tiges sont aussi des ravageurs du Pin maritime. Cette espèce est aussi la cible de la chenille processionnaire et de la cochenille du pin (Matsucoccus feytaudi).
Introduit accidentellement au Portugal en 1999, un nématode originaire d'Amérique du Nord (Bursaphelenchus xylophilus) fait également de nombreux ravages dans les forêts du pays, très peu de pins étant résistants. Son arrivée en France, naturellement via l'insecte vecteur ou accidentellement via les transports de bois, est malheureusement prévue pour 2025 (50 % de probabilité). En France, il est principalement étudié par l'INRA d'Orléans.
Les feuillus (notamment le chêne tauzin) jouent un rôle important pour la biodiversité mais aussi un rôle primordial de protection de la forêt de production de pin maritime contre les ravageurs et les maladies. Il faut noter cependant que le bouleau est sensible au fomes et que le peuplier tremble est vecteur de la rouille courbeuse.

### Exploitation en sylviculture

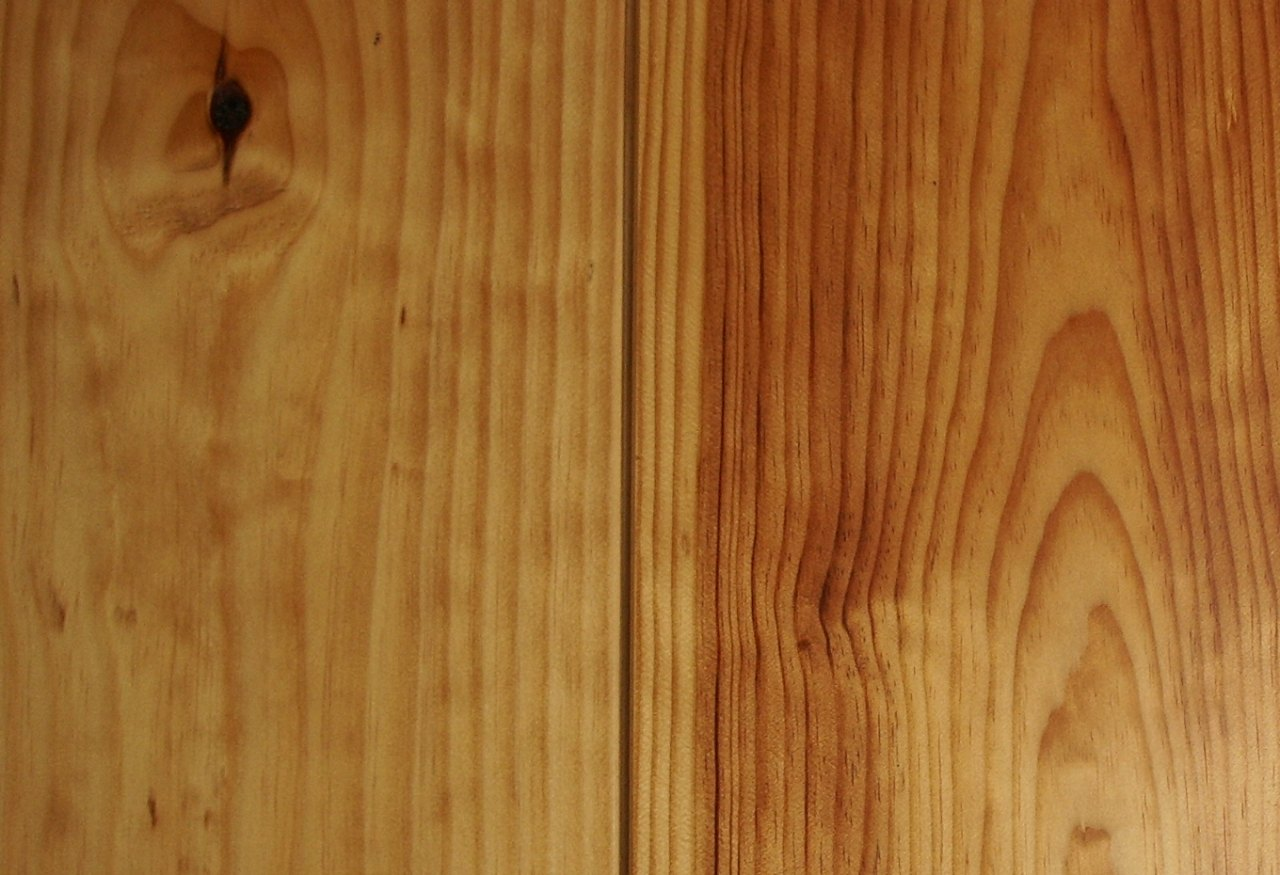
Bois à aubier différencié, canaux résinifères bien visibles, maillure rougeâtre.

Elle correspond à la production de bois d'œuvre avec 3 à 4 éclaircies effectuées entre 10 et 30 ans laissant un peuplement final d'environ 300 tiges/ha pour un âge d'exploitation compris entre 40 et 50 ans. Les différentes étapes sont les suivantes[réf. nécessaire] :
- Année 0 : Nettoyage de la parcelle et plantation avec apport d'engrais superphosphate[25]
- 2 ans : Dégagement manuel
- 5 ans : Disquage/regonflage engrais
- 12 ans : Débroussaillement n° 1
- 12-15 ans = Première éclaircie - Récolte de 50 stères/hectare. Après intervention en éclaircie : Débroussaillement n° 2
- 18-22 ans = récolte de 70 st/ha. Après intervention en éclaircie : Débroussaillement n° 3
- 25-28 ans = récolte de 90 st/ha. Après intervention en éclaircie : Débroussaillement n° 4
- 33-35 ans = récolte de 140 st/ha.
- A partir de 40 ans = coupe finale - Récolte de 350 st/ha

#### Le reboisement
- La plantation représente 80 % des reboisements. On utilise généralement pour cela des plants de 6 mois, plantés à des densités initiales de 1100 (4,5 m × 2 m) à 1400 plants/ha (4 m × 1,8). Elle facilite et réduit les entretiens (démarrage rapide ; absence de dépressage) et le peuplement obtenu est homogène.
- Le semis représente 20 % des reboisements, préférentiellement sur landes sèches et mésophiles. Il faut savoir que 2 à 3 kg de graines par hectare donneront au moins 10 000 plants/ha. Il est donc nécessaire de prévoir un ou deux dépressages avant la septième année (le premier à 3 ans, le deuxième à 6 ans) pour ramener la densité à environ 1200 tiges/ha.

La plantation est désormais largement préférée au semis car 1 hectare de semis consomme 3 kg de graines soit 45 000 graines. En pépinière, 45 000 graines semées donnent naissance à 40 000 plants, c'est 30 hectares de forêt qui seront reboisés par plantation au lieu d'un hectare par semis direct.

#### Fertilisation et entretien
Les résultats de l’essai de Berganton confirment l’effet bénéfique d’une fertilisation phosphatée (65 kg/ha de superphosphate) apportée à l’installation d’un peuplement de pin maritime suivi d'un « regonflage » à 11 ans (110 kg/ha de P2O5). À l’âge de 34 ans, on constate des gains de 25 % sur le volume total de bois obtenu. La fertilisation phosphatée renforce la rigidité de l’arbre mais il faut éviter l’apport d’azote qui favorisera surtout le développement de la masse foliaire et augmentera la prise au vent d’où courbures, chablis, volis (cf. élevage de poulets sous forêt). La végétation du pin maritime est assez rapide ; il fait généralement des pousses de 30 à 40 cm de long chaque année. Des dégagements sur les lignes sont parfois nécessaires les deux premières années.
Il faut prévoir l'entretien des interlignes entre la deuxième et la quatrième année puis environ tous les 5 ans, notamment avant toute intervention sylvicole.

#### Éclaircies
La première éclaircie a lieu entre 10 et 15 ans suivant la densité du peuplement et la qualité de la station, lorsque la circonférence moyenne est comprise entre 40 et 60 cm. On enlève alors de 25 à 50 % du nombre de tiges. Il faut prévoir un cloisonnement d'exploitation pour des peuplements installés avec des interlignes de moins de 4 m (enlèvement systématique de 1 ligne sur 5) ou pour des peuplements issus de régénérations naturelles.
Les éclaircies suivantes interviennent dès que le couvert se referme, ce qui correspond à un accroissement en circonférence de 15 à 20 cm entre 2 coupes, soit un intervalle de temps de 5 à 10 ans suivant la densité du peuplement de la qualité de la station. À chaque passage, ce prélèvement est inférieur à 40 % du nombre de tiges. En général, 3 à 4 éclaircies sont nécessaires.

#### Élagage
Cette intervention est recommandée pour la production de bois de qualité dans les peuplements les plus vigoureux présentant un nombre suffisant d'arbres d'avenir (supérieur à 400 t/ha).
Elle sera réalisée :
- Sur au moins 3 m de haut et au moins 600 arbres/ha lorsque la circonférence moyenne est de 40 cm (avant la première éclaircie).
- Puis éventuellement sur 5,5 m minimum sur au moins 400 arbres/ha lorsque la circonférence moyenne atteint 55 cm pour un objectif de production de bois d'œuvre de haute qualité. Cet élagage peut être certifié par les organismes de développement.

#### Coupe finale ou coupe de récolte
L'âge et la dimension d'exploitation sont fonction des qualités des stations et des objectifs économiques du sylviculteur.
Ce modèle de sylviculture doit permettre la récolte d'arbres d'environ 1,2 m3 entre 40 et 50 ans, avec une densité finale d'environ 300 tiges/ha en Lande de bonne fertilité ou 250 tiges/ha en lande sèche.

## Économie
Planté sur plus d'un million d’hectares, le Pin maritime est une essence forestière d'importance majeure pour le Sud-Ouest de l'Europe. En Aquitaine, il fait l'objet d'une sylviculture intensive par une filière forêt-bois très dynamique mais les stocks de bois arrosés issus des chablis de la tempête Klaus sont arrivés à épuisement en 2015. Les industriels ne peuvent donc plus compter que sur les coupes de bois frais qui sont réduites en raison des 75 millions de m3 de bois détruits par les tempêtes Martin en 1999 et Klaus en 2009, soit l’équivalent de 10 récoltes annuelles. Pour 2016 et les années qui suivent, les prix de la matière première sont soutenus dans le Sud-Ouest (entre 33 et 42 euros/m3 fin 2015).
L’explication réside dans la disponibilité de la ressource en forêt, celle-ci n’étant pas suffisante pour alimenter la demande régionale en bois énergie, en bois de trituration (dont besoins en chimie verte), et en billons à sciages. Et pour l’avenir à court terme, personne dans le massif aquitain n’envisage un changement significatif dans le secteur des approvisionnements en pin maritime. Une étude récente montre que, dans l’hypothèse d’une demande industrielle basse et d’une récolte dynamique (8 à 9 millions m3/an), il manquera 1 million m3 par an pour satisfaire les besoins industriels jusqu’en 2020 en Aquitaine.

## Utilisations

### Propriétés pharmacologiques

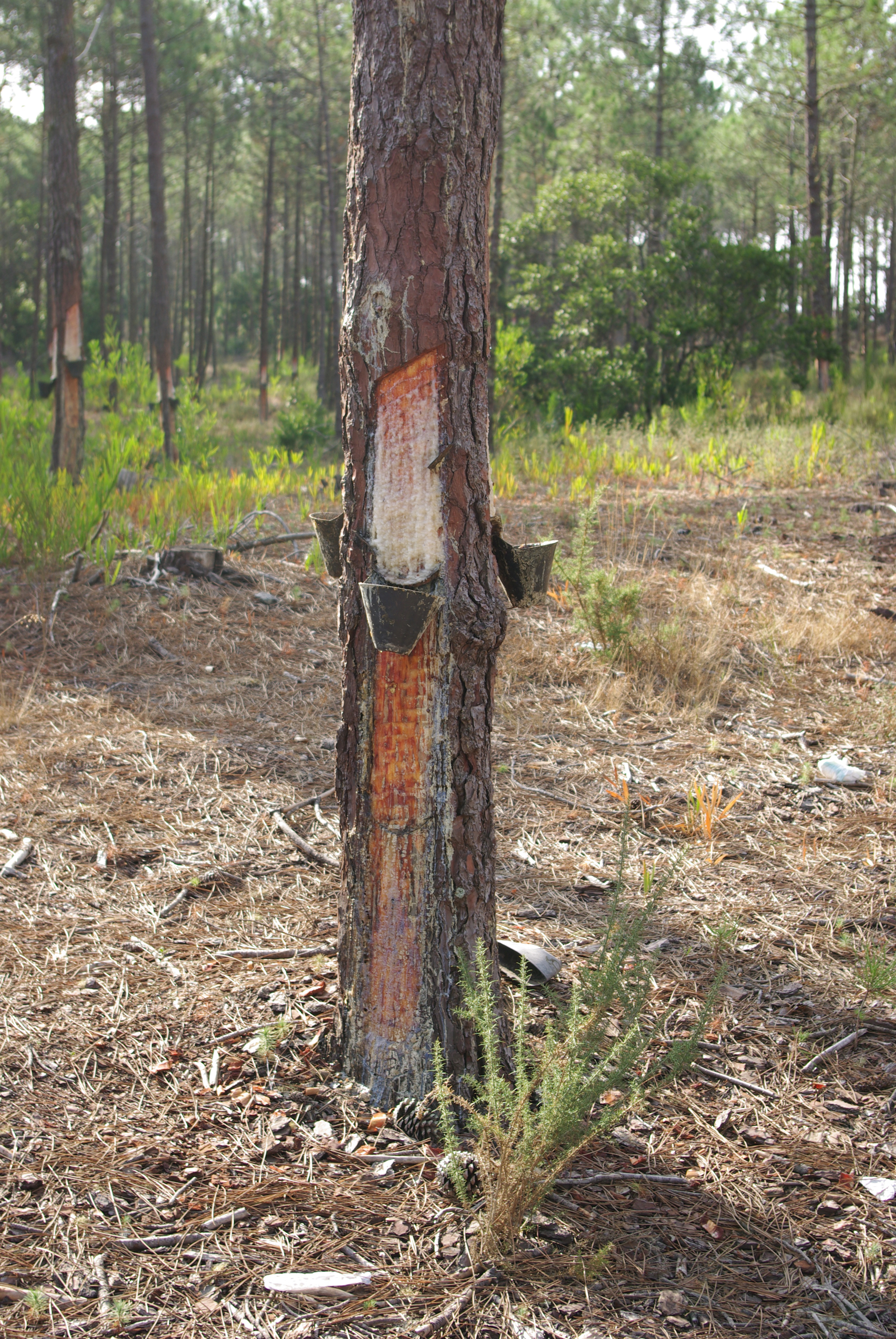
Récolte de résine de pin maritime près de Nazaré au Portugal.

Une étude slovaque parue en mai 2006 a montré que l'ingestion quotidienne de 1 mg/kg de pycnogénol, une molécule extraite de l'écorce de pin maritime, réduisait significativement les symptômes du trouble du déficit de l'attention avec hyperactivité.

### Exploitation industrielle
En Aquitaine, le pin a un poids économique indiscutable, avec 30 000 emplois directs, générant un chiffre d’affaires équivalent à celui des vins de Bordeaux. Il n'a néanmoins cessé de décliner depuis la concurrence des produits pétroliers vis-à-vis du gemmage, et la concurrence des bois d'importation (Nord de l'Europe, Sibérie…).

#### Gemmage
Le gemmage (récolte de l'oléorésine) a aujourd'hui presque disparu en France, où le pin maritime est désormais utilisé essentiellement pour son bois.

#### Bois d'exploitation
Lors de l'exploitation forestière, le bois obtenu par abattage des Pins maritimes est trié en fonction de ses dimensions et de ses critères qualitatifs, puis est séparé en deux catégories :
- Le bois d'œuvre provient de la partie inférieure du fût de l'arbre découpé en billons. Il sera réservé à des usages nobles tels que le sciage de bois de charpente, ou pour le caissage, pour le coffrage ou pour le déroulage réalisé pour la fabrication de contreplaqués
- Les bois d'industrie sont les bois qui sont inutilisables en tant que bois d'œuvre à cause de leur petit diamètre (bois d'éclaircies ou cimes), de certains défauts (absence de rectitude, nœuds, fentes ou altérations par champignons ou insectes xylophages). Ils sont dirigés vers des industries lourdes de trituration et représentent la matière première essentielle des panneaux de particules ou de la pâte à papier.
- Le bois énergie est celui utilisé pour comme bois de chauffage, on le dépouille souvent auparavant de son écorce pour diminuer son odeur de résine qui peut être très forte. Le bois énergie se présente sous différentes formes telles que les bûches classiques ou reconstituées, les pellets ou granules bois.

#### Autres
Les bourgeons de ce pin ainsi que l'essence tirée de ses aiguilles sont parfois utilisés pour la préparation de sirops, d'infusions et de pastilles contre la toux.

## Classification et systématique

### Description de l'espèce et synonymes
Cette espèce a été dénommée Pinus maritima Mill. et l'est toujours dans certaines publications, bien que cette appellation soit devenue obsolète,.

### Sous-espèces
- Pinus pinaster[33]
  - Pinus pinaster subsp. hamiltonii (Ten.) Villar ; Pin des Landes, Pin maritime;
  - Pinus pinaster subsp. pinaster ? ; Pin de Corte, Pin mésogéen.
  - Pinus pinaster subsp. renoui (Villar) Maire, endémique d'Afrique du Nord, classée par l'UICN comme espèce en danger[34].